# Isabelle Schmitt
 (juin 2024).
Si vous disposez d'ouvrages ou d'articles de référence ou si vous connaissez des sites web de qualité traitant du thème abordé ici, merci de compléter l'article en donnant les références utiles à sa vérifiabilité et en les liant à la section « Notes et références ».
Isabelle Schmitt est une artiste photographe française née en 1976 à Paris.

## Biographie
Résidant à Paris, Isabelle Schmitt a fait des études de photographie (argentique, avec techniques de tirage) en auditeur libre auprès de Carlos Werner à Paris (1999-2000). 
Elle y traite les événements majeurs de cette organisation comme de nombreuses visites d'État et photographie les plus grands présidents, ministres ou ambassadeurs de l'époque : Hugo Chavez, Jacques Chirac, Olusegun Obasanjo.
À partir de 2003, elle collabore avec quelques agences de presse sur des événements à l'Assemblée nationale (France), au palais de l'Élysée voire des défilés de mode haute couture (tels Dior ou Kenzo) avant d'être photographe indépendante (2007) et se spécialiser dans la photographie de nuit, un de ses sujets de prédilection.
Elle se met alors à traiter les métropoles de nuit de manière picturale voire décalée, en se libérant de tous carcans et impose son univers poétique, dénué de présences humaines, à l'opposé, du « Street Art ».
Elle reçoit en 2011 le « prix coup de cœur »  du Salon de la photographie de Paris XIème.
En 2013, elle fait la couverture du magazine Réponses Photo pour leur spécial « Univers Urbain, Photogénie de la Ville » et une double page sera consacrée à son écriture photographique. Sylvie Hugues, Rédactrice en chef et Jean-Christophe Béchet, rédacteur en chef adjoint, lanceront ainsi un nouveau courant. 
En 2013, elle sera sollicitée pour son incroyable technique et savoir-faire par les photographes du monde entier : elle assurera plus de 5 années de master classes pour la célèbre maison Aguila Voyages, puis pour l'Academy Photo. 
Sociétaire du Salon d'automne en (2014), elle est nommée la même année « Toile de l'année 2014 » à Art en Capital au Grand Palais par la Fédération nationale de la culture française. 
Elle participe à de nombreuses expositions en France et à l’étranger : Grand Palais, Espace Cardin à Paris, Centre national des Arts de Tokyo, musée Huan Yang de Pékin, palais Kheireddine à Tunis, palais Constantin de Saint-Pétersbourg.
Membre des jurys au Salon d'automne, elle est à ce jour sollicitée pour son parcours par d'autres jury comme celui de la Fédération photographique de France mais aussi des conférences.
Elle réalise toujours occasionnellement des reportages pour de grandes maisons comme Eiffage désireuse de changer leur identité visuelle et collabore avec la presse spécialisée.
Élue sociétaire de la Fondation Taylor en (2017), son travail est présenté à la galerie Little Van Gogh à Bruxelles et à l'ADAGP, dont elle est membre depuis 2002.
De 2016 à 2018, elle est élue trésorière adjointe, membre du Comité et Conseil d'administration du célèbre Salon d'Automne du Grand Palais.
Elle est nommée présidente de la section  « Art Digital et Vidéo »  cette même année, qu'elle dirige toujours à ce jour.
Depuis 2008, elle s'est également spécialisée dans la photographie de bébés et nouveau-nés. Elle est la partenaire officielle de l'Hôpital Pierre-Rouquès, plus exactement la maternité Les Bluets à Paris, premier établissement en France à inaugurer les méthodes de l’accouchement sans douleur et s'ayant vu décerné le label à hôpital Ami des Bébés, partenaire de l'UNICEF.
Isabelle Schmitt est fondatrice de la marque française Poupon Star.